# Michaelerberg (Wien)
Der Michaelerberg ist ein Berg im 17. Wiener Gemeindebezirk Hernals im nördlichen Wienerwald. Er hat eine Höhe von 387 m ü. A.
Obwohl in Hernals gelegen, ist der Michaelerberg an drei Seiten vom Bezirk Währing umschlossen. Er ist vollständig mit verschiedenen Eichen-Mischwaldformen bedeckt, besonders die Zerreiche ist sehr verbreitet. In unmittelbarer Nähe befindet sich auch der Schafberg. Am Bergfuß der Südseite liegt die Kleingartensiedlung Michaelerwiese.